# Свети Леонтий (Граище)
Вижте пояснителната страница за други значения на Свети Леонтий.
„Свети Леонтий“ (на македонска литературна норма: „Свети Леонтиј“, „Свети Леонтие“) е православна манастирска църква в демирхисарското село Големо Илино, Северна Македония. Църквата е под управлението на Крушевско-Демирхисарската епархия на Македонската православна църква.
Църквата е гробищен храм, разположен северно от селото. Църквата е изградена в 1927 година на стари основи от по-стара църква. В архитектурно отношение е описан кръст с полукръгла апсида и плитък дървен свод. Стените и отвън и отвътре са варосани. Покривът е на две води с керемиди.